# FYB

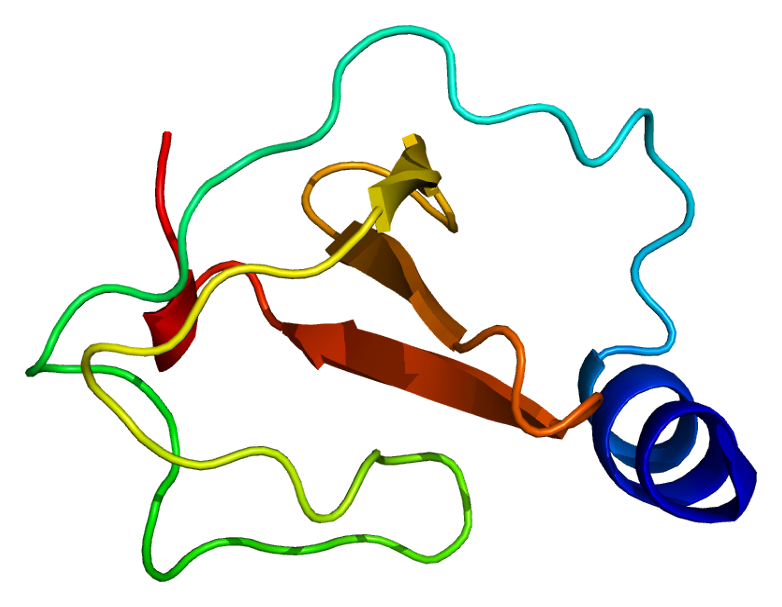
Estructura de la proteína FYB. Basada en la representación PyMOL de PDB 1ri9.

La proteína de unión FYN (FYB-120/130), también conocida como FYB, ADAP (proteína adaptadora promotora de adherencia y desgranulación) y SLAP-130 (fosfoproteína asociada a SLP-76 de 130 kDa) es una proteína que en humanos es codificado por el gen FYB.

## Interacciones
Se ha demostrado que FYB interactúa con:
- FYN,[2][3]
- SLP-76 ( proteína citosólica de linfocitos 2 ),[4] y
- SKAP1.[5]